# 武公伝
『武公伝』（ぶこうでん、旧字体：武公󠄁傳）は、宝暦5年（1755年）に肥後細川藩の筆頭家老・松井家の二天一流兵法師範の豊田正脩が著した宮本武蔵の伝記である。

## 概要

### 成立までの経緯
松井家は、宮本武蔵の細川家への仕官を仲介し、晩年の武蔵を後見し兵法の弟子になるなど、武蔵と深く関わった。そのため、武蔵からの書状や水墨画や工芸品など多くのゆかりの品々が伝えられた。また、松井家の家臣で、松井家の二天一流兵法師範である正脩の父・豊田正剛は、武蔵の晩年の弟子である道家角左衛門、山本源五左衛門、中西孫之丞、田中左太夫らが生前の武蔵について語った内容を、直接または間接的に聞き、覚書として残した。
父の跡を継いだ正脩は、武蔵の熊本での足跡やゆかりの品の所有者について調べた。その調査結果を正剛の覚書に加え、さらに武蔵が著した『五輪書』『独行道』、武蔵の養子である宮本伊織が手向山（現在の北九州市）に建てた新免武蔵玄信二天居士碑（小倉碑文）や寛文2年（1662年）の『羅山文集』、それらを記している享保元年（1716年）の『本朝武芸小伝』の武蔵に関する部分を参照し、宮本武蔵の史料を集めた。それらの史料を宝暦5年（1755年）にまとめ上げたものが『武公伝』である。

### 内容
本書は、各説話の原資料や語り手を記述している。そこで弟子たちが語った宮本武蔵の晩年の様子や、晩年の武蔵が語ったという話などの説話が記録されている。また、正脩が調査した武蔵のゆかりの品々の所有者の記録は、武蔵作の水墨画や工芸品に関する史料となっている。
中でも最も後世に影響を与えたのは、巌流島の決闘に関する説話である。巌流の出自や小説などで有名な「小次郎負たり、勝は何ぞその鞘を捨んと」という武蔵の言葉も含む詳述された説話の大部分は、武蔵が巌流島に渡るときの梢人であった小倉商人の村屋勘八郎が、正徳2年（1712年）に語ったものと記されている。しかし、『武公伝』では巌流との決闘は、100年前の慶長17年（1612年）に行なわれたとされており、勘八郎が語った決闘の内容も、決闘当時の門司城代であった沼田延元の家に伝えられた説話を記した寛文12年（1672年）の『沼田家記』と全く異なるなど矛盾点が見られる。
そのため、これら他史料との整合性がほとんど無い、本書記載の巌流島の決闘に関する内容は、承応3年（1654年）に建立された新免武蔵玄信二天居士碑（小倉碑文）に記載された巌流との戦いを元に創作された可能性が高く、決闘の内容をはじめ年月や対戦相手の氏名・経歴を含めて信憑性がほとんど無いと思われる。